# Dubai City Football Club
Il Dubai City Football Club (in arabo: نادي مدينة دبي لكرة القدم) è un club calcistico professionistico emiratino con sede a Dubai, negli Emirati Arabi Uniti. La società è stata fondata nel 2018 ed è di proprietà di Sultan Hareb Al Falahi, figura di spicco del calcio negli Emirati Arabi Uniti. Nella stagione 2025-2026 militerà nella UAE Division 1.
La squadra possiede anche una seconda rappresentativa che dalla stagione 2025-2026 giocherà nella UAE Third Division League.

## Storia
Il club è stato fondato, nel 2018, con l’obiettivo di promuovere il calcio negli Emirati Arabi Uniti e offrire una piattaforma in cui i talenti locali possano mettersi in mostra. Sin dalla sua nascita, il Dubai City FC si è impegnato a sviluppare giovani calciatori emiratini e a competere ai massimi livelli del calcio nazionale.
La squadra ha iniziato a competere nella UAE Second Division League fin dalla sua prima edizione, giocata nella stagione 2019-2020. Alla sua seconda partecipazione al terzo livello del campionato emiratino, il Dubai FC dopo aver vinto il suo raggruppamento si è arreso solo nella finale per il titolo, persa per 3-0 contro l'Abtal Al Khaleej; ma ha ottenuto lo stesso la promozione per la UAE Division 1 in vista della stagione 2021-2022.
Nella stagione 2023-2024, la squadra ha subito una battuta d’arresto, venendo retrocessa dalla UAE First Division League alla UAE Second Division League, dopo tre stagioni disputate nel secondo livello nazionale. 
Tuttavia, la dirigenza e i giocatori del club hanno lavorato instancabilmente per riorganizzarsi e tornare a concentrarsi sui propri obiettivi e sotto la guida dell’allenatore Michael William Rice, la squadra è tornata immediatamente nella seconda serie, conquistando la promozione grazie al secondo posto finale nella Seconda Divisione 2024-2025.

## Squadra 2024-2025
| N. |                                | Ruolo | Calciatore         |
| -- | ------------------------------ | ----- | ------------------ |
| 1  | Emirati Arabi Uniti (bandiera) | P     | Alhareth Al-Harthi |
| 4  | Emirati Arabi Uniti (bandiera) | D     | Hareb Jamal        |
| 5  | Emirati Arabi Uniti (bandiera) | D     | Abdullah Al-Ahmadi |
| 6  | Inghilterra (bandiera)         | C     | Harry Phillips     |
| 7  | Brasile (bandiera)             | A     | Marcelo Henrique   |
| 8  | Inghilterra (bandiera)         | C     | Henry Woods        |
| 9  | Argentina (bandiera)           | A     | Iker Scotto        |
| 10 | Emirati Arabi Uniti (bandiera) | A     | Hamad Al-Dawsari   |
| 11 | Emirati Arabi Uniti (bandiera) | A     | Mohammed Ali       |
| 12 | Emirati Arabi Uniti (bandiera) | P     | Hussain Al-Mazmi   |
| 13 | Argentina (bandiera)           | C     | Marcos Mendez      |
| 14 | Paesi Bassi (bandiera)         | D     | Bradley Vliet      |
| 15 | Emirati Arabi Uniti (bandiera) | A     | Jassem Mahdi       |
| 16 | Emirati Arabi Uniti (bandiera) | C     | Rashed Al-Hosani   |
| 17 | Costa d'Avorio (bandiera)      | C     | Bonagne Gnonsoa    |
| 18 | Argentina (bandiera)           | D     | Luciano Gutirrez   |

| N. |                                | Ruolo | Calciatore          |
| -- | ------------------------------ | ----- | ------------------- |
| 19 | Lussemburgo (bandiera)         | C     | Jan Ostrowski       |
| 20 | Argentina (bandiera)           | A     | Nahuel Jeremias     |
| 21 | Emirati Arabi Uniti (bandiera) | D     | Ahmed Ahli          |
| 22 | Emirati Arabi Uniti (bandiera) | P     | Abdullah Fairouz    |
| 23 | Emirati Arabi Uniti (bandiera) | D     | Ahmed Al-Hammadi    |
| 27 | Emirati Arabi Uniti (bandiera) | C     | Mohammed Khaled     |
| 30 | Brasile (bandiera)             | A     | Weslley             |
| 33 | Emirati Arabi Uniti (bandiera) | D     | Amer Al-Balochi     |
| 37 | Nigeria (bandiera)             | D     | Darlington Igwekali |
| 41 | Inghilterra (bandiera)         | P     | Kian Johnson        |
|    | Inghilterra (bandiera)         | D     | Kilae Crockwell     |
|    | Inghilterra (bandiera)         | C     | Archie Woods        |
|    | Ghana (bandiera)               | C     | Furkan Ahmed        |
|    | Emirati Arabi Uniti (bandiera) | C     | Abdulla Eisa        |
|    | Australia (bandiera)           | D     | Ethan Harrington    |

### Staff Tecnico
| Posizione          | Nome           |
| ------------------ | -------------- |
| Allenatore         | Michael Rice   |
| Assistente Tecnico | Andrew Collins |